# Carl Borromäus Andreas Ruthart

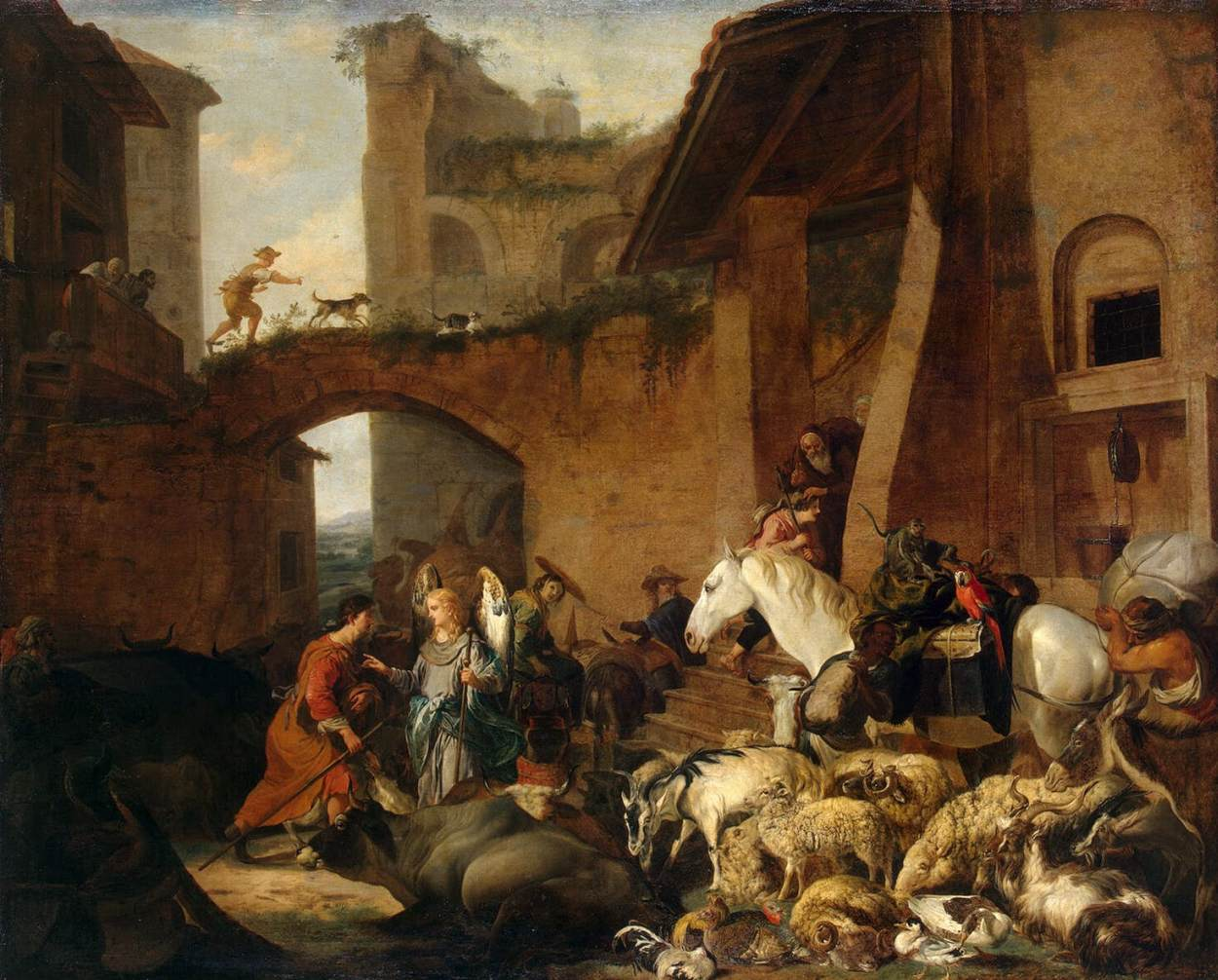
Storia di Tobia (1660 circa), olio su tela, 133×165 cm; Ermitage, San Pietroburgo.

Animali selvatici in una gola di montagna, olio su tela, 77×96 cm; Museo nazionale, Stoccolma.

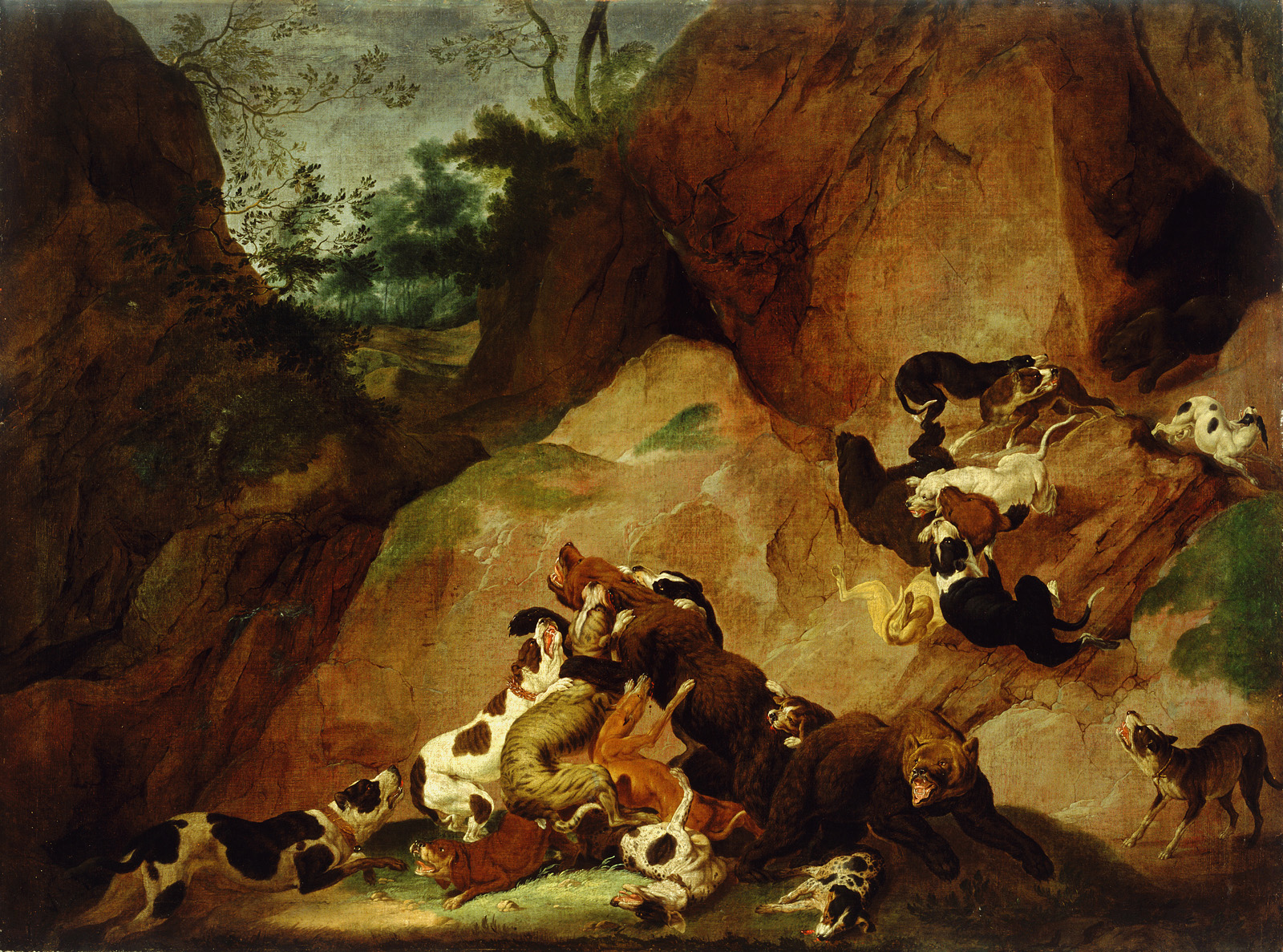
Lotta tra orsi e cani da caccia (1677), olio su tela, 94×125 cm; Galleria nazionale della Slovenia, Lubiana.

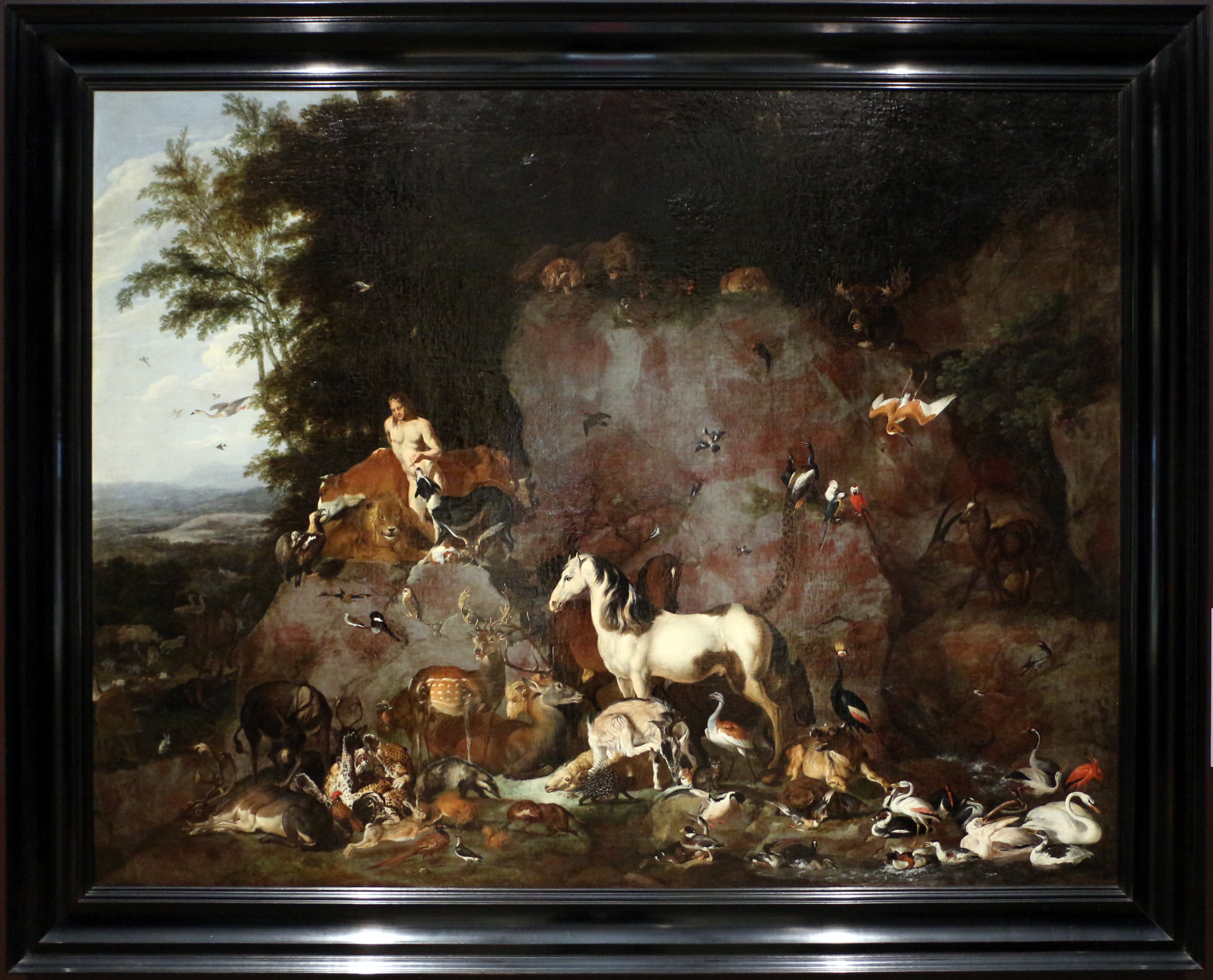
Adamo dà il nome agli animali (1686); Speed Art Museum, Louisville

Carl Borromäus Andreas Ruthart (Danzica, 1630 – L'Aquila, 1703) è stato un pittore e religioso tedesco.

## Biografia
È citato con differenti versioni del suo nome (Karl Ruthard, Carl Ruthart, Karl Andreas Ruthart, Carl Borromäus Andreas Ruthart), italianizzato in Carlo Borromeo Rutardo; negli ultimi anni della sua vita è noto anche con lo pseudonimo di Frà Andrea. Il biografo ottocentesco Pietro Zani lo ricorda inoltre con l'appellativo di “Raffaello degli animali”.
Nacque nel XVII secolo a Danzica e, prima di arrivare in Italia, visse e operò ad Anversa, Vienna e Ratisbona. Si considerava seguace di Peter Paul Rubens, di cui aveva studiato attentamente le opere e assimilato i toni caldi delle tinte e la morbidezza degli incarnati. Si distinse inoltre, in un primo tempo, come pittore animalista; nelle sue tele espresse la violenza animalesca dei predatori, in particolare dei grandi felini. Dipinse numerose scene di combattimenti cruenti, tra cani, orsi, leoni e le loro prede, sullo sfondo di una natura aspra e nuda. Era un gusto a quell'epoca assai diffuso, in particolare nei paesi di lingua tedesca. Animalista, per esempio, era il pittore e incisore Johann Elias Ridinger. Carl Ruther lavorò anche in collaborazione con Wilhelm Schubert van Ehrenberg, aggiungendo animali a scene dipinte da Ehrenberg.

### Periodo italiano
Nella seconda parte della sua vita si spostò in Italia dove dipinse tele a soggetto sacro, tra cui quelle per il coro della chiesa di Sant'Eusebio a Roma. A Milano ― su commissione di Alessandro Visconti e con la collaborazione di altri maestri comprimari, tra i quali il fiammingo Livio Mehus ― dipinse, tra il 1654 e il 1659, un grande ciclo di ventitré tele raffiguranti il Mito di Orfeo, oggi conservato a Palazzo Sormani.
Giunse quindi all'Aquila, rimanendo certamente toccato dal rito della Perdonanza Celestiniana istituita da papa Celestino V nel XIII secolo; si fece monaco celestino col nome di Frà Andrea e trascorse il resto dei suoi giorni nella convento della basilica di Santa Maria di Collemaggio. Qui realizzò quattro grandi tele, posizionate lungo la navata destra e facenti parte del ciclo Vita di Pietro da Morrone: in sequenza, San Pietro Celestino doma le fiere, San Pietro Celestino gioca con la cavezza del somarello,  San Pietro Celestino ferma i Mori con l'intervento di un leone e San Pietro Celestino placa i buoi infuriati. I dipinti, condizionati dalla nuova scelta di vita del Ruthart, mostrano animali non più selvatici e feroci bensì mansueti e di compagnia.
Appartengono invece al ciclo su San Bernardino da Siena altre due conservate all'Aquila, nel Museo nazionale d'Abruzzo. Nel primo dipinto sono rappresentati, a tavola, Santa Scolastica, San Benedetto e un monaco; un secondo monaco con una monaca assistono alla scena. Nel secondo dipinto San Benedetto immerge nello stagno il suo bastone e un contadino gli indica dove cercare la zappa perduta; sullo sfondo si apre un vasto paesaggio, con una montagna isolata e azzurrina che sembra il massiccio del Gran Sasso.
Al Palazzo del Municipio di Chieti si conservano infine altri quattro suoi dipinti con personaggi storici: San Pietro Celestino e Braccio Fortebraccio da Montone, Assedio ai castelli aquilani di Braccio Fortebraccio da Montone, San Benedetto e Carlo d'Angiò e Celestino V appare in sogno a Carlo d'Angiò.

### Opere principali
- Al Getty Center, Los Angeles:

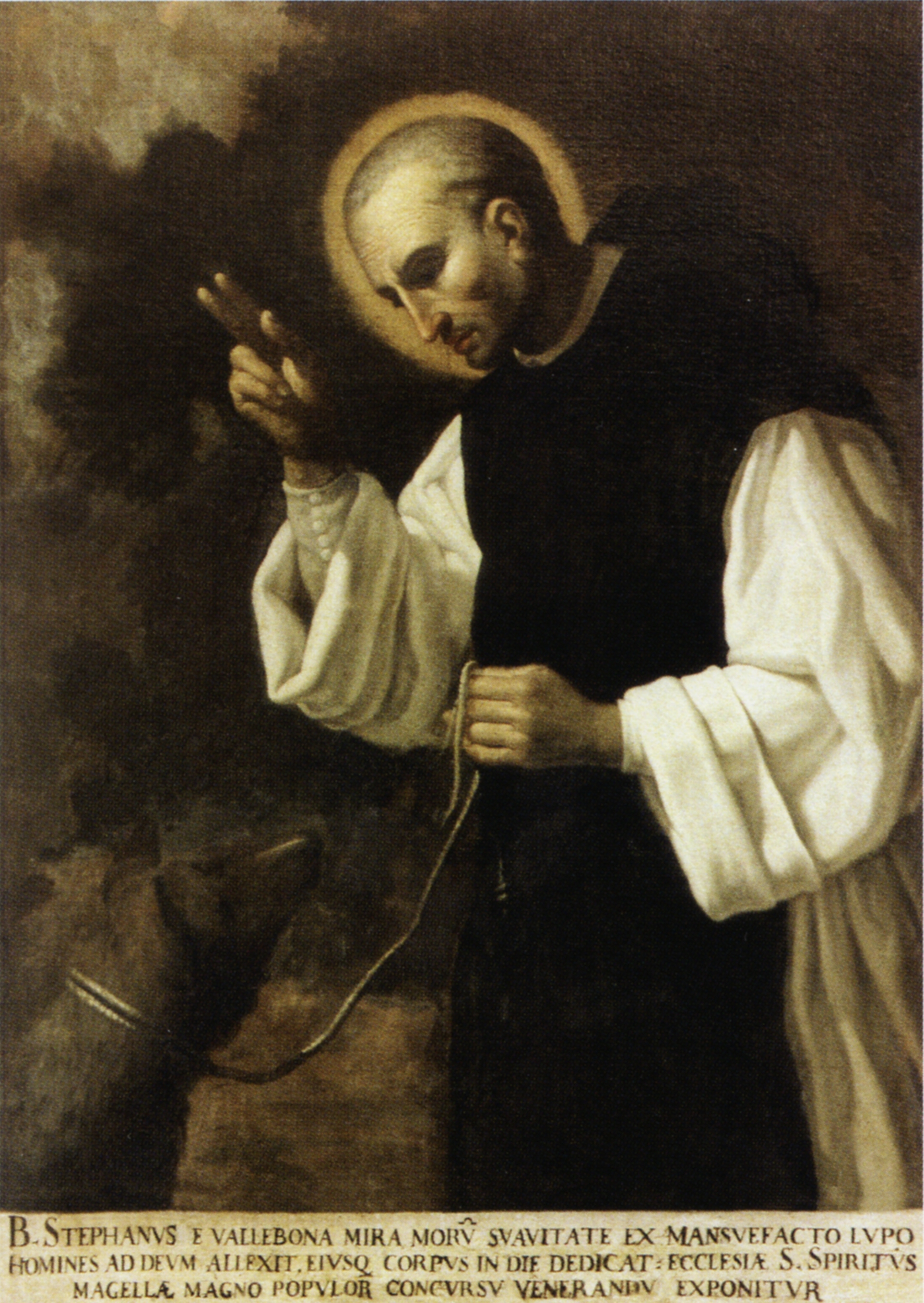
Ritratto immaginario del santo medievale Stefano del Lupo (L'Aquila, Museo nazionale d'Abruzzo).

  - Ulisse nel palazzo di Circe, 1667.[3]
- Al Museo nazionale d'Abruzzo, L'Aquila:[4]
  - Lepre, olio su tela, 53x86 cm
  - Pellicano;[5]
  - San Benedetto e Santa Scolastica sorpresi dal temporale, olio su tela, 78x98 cm;
  - San Benedetto recupera la zappa nella palude, olio su tela, 79x98 cm;
  - Santo Stefano del Lupo.